# Australische Wüstenlimette

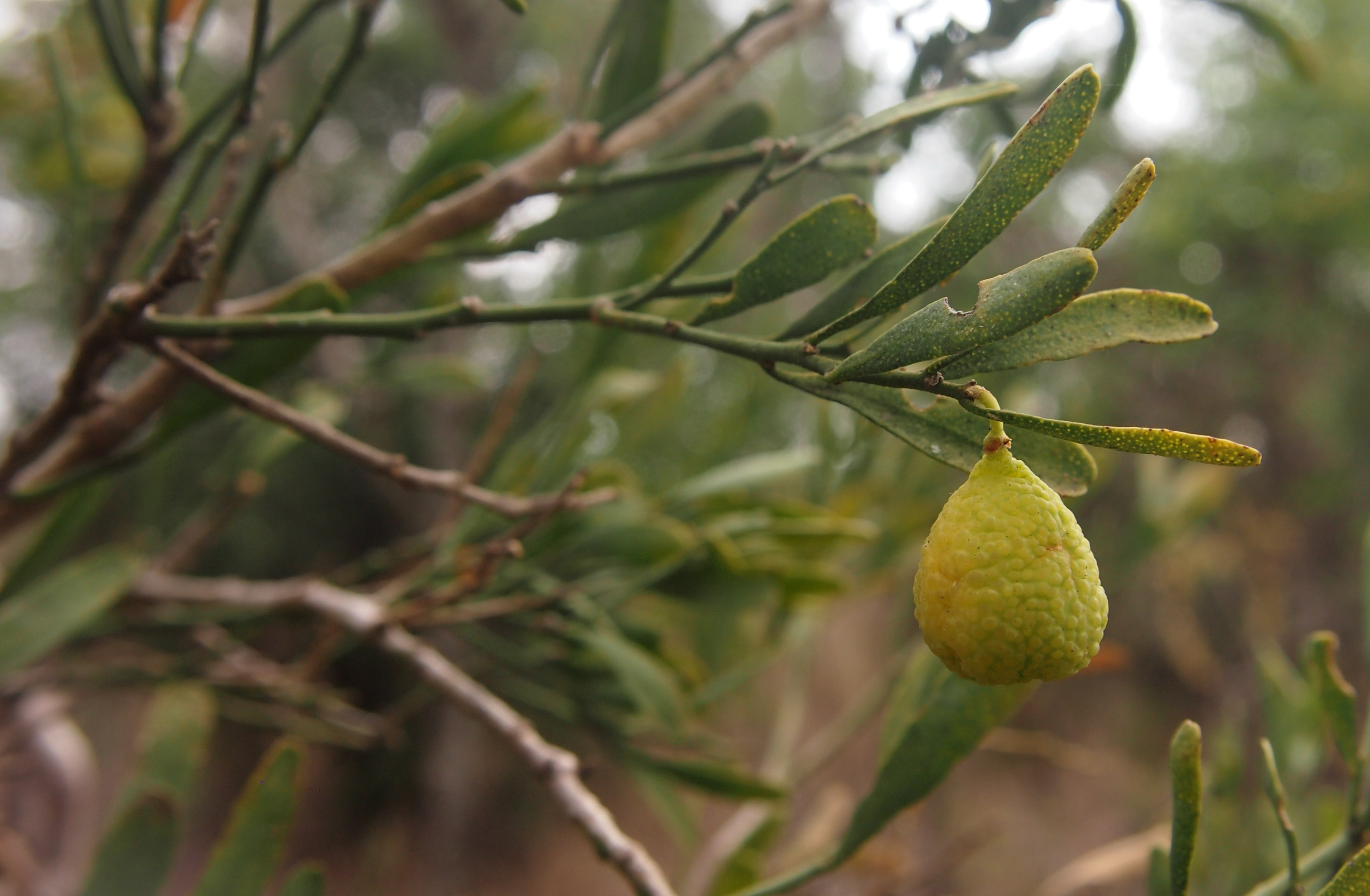
Frucht und Zweige

Die Australische Wüstenlimette (Eremocitrus glauca) ist die einzige Art der Pflanzengattung Eremocitrus innerhalb der Familie der Rautengewächse (Rutaceae).

## Herkunft
Die Australische Wüstenlimette stammt aus den Trockenzonen Australiens (zentrales und südliches Queensland und New South Wales).

## Beschreibung
Die Australische Wüstenlimette wächst als xerophytischer, laubabwerfender, mehr oder weniger bedornter Strauch bis etwa 3 Meter oder als Baum mit rundlicher Krone bis etwa 10 Meter hoch. Der Stammdurchmesser erreicht über 60 Zentimeter, allerdings nur in Ausnahmefällen. Die glatte Borke ist bräunlich-grau. Die älteren Bäume besitzen hängende Zweige.
Sie hat sehr schlanke, dickledrige, grau-grüne und sehr kurz gestielte, einfache bzw. unifoliolate Laubblätter, die beidseitig weißfilzig behaart sind und viele eingesunkene Stomata aufweisen. Sie sind verkehrt-eilanzettlich bis länglich, ganzrandig bis leicht gekerbt, abgerundet bis stumpf oder eingebuchtet und bis etwa 3–5 Zentimeter lang, mit keilförmiger Basis. Die Blätter richten sich mit der Seitenkante zur Sonne aus (Paraphototropismus), um damit eine geringere Erhitzung und Verdunstung zu erreichen. Es ist keine Ober- und Unterseite der Blätter zu unterscheiden.
Die Blüten erscheinen achselständig, einzeln oder bis zu dritt. Die weißen, duftenden und zwittrigen, 3–5-zähligen, gestielten Blüten mit doppelter Blütenhülle sind sehr klein, die Kronblätter sind bis 6 Millimeter lang. Es sind 9–20 kurze, meist freie bis basal verwachsene Staubblätter vorhanden. Der mehrkammerige und oberständige Fruchtknoten mit kurzem Griffel ist dreikammerig.
Die kleinen, mehrsamigen und grünen bis gelben Früchte sind rund oder länglich-eiförmig, 7 bis 12 Millimeter × 8 bis 10 Millimeter groß, mit drei bis fünf Fruchtsegmenten und haben ein angenehm saures Aroma. Die Fruchtvesikel (Saftbläschen) sind sehr klein. Die bis zu 4 eiförmigen Samen sind bis 6 Millimeter groß.
Von Blütebeginn bis zur Fruchtreife vergehen nur 2,5 bis 3 Monate.
Die Chromosomenzahl beträgt 2n = 18.

## Standortbedingungen
Sie ist die einzig bekannte Citrusart, die in Wüsten monatelang ohne Regen überleben kann. Es wurde beobachtet, dass in der Nähe von Longreach im Zentrum Queenslands Bäume der Australischen Wüstenlimette 15 Monate ohne Niederschläge überlebt haben, wo ansonsten keine grüne Vegetation zu sehen war.
Wenn sich die Australische Wüstenlimette in Winterruhe befindet, soll die Art bis zu −12 °C überleben können.
Die Winterruhe ist sehr ausgeprägt und beginnt schon bei höheren Temperaturen als bei den anderen Citrusarten. Dadurch ergibt sich eine längere Winterruhephase, die vergleichbar ist mit der von Kumquat.
Jungsämlinge beginnen sehr langsam oberirdisch zu wachsen, da zuerst ein ausgeprägtes Wurzelsystem angelegt wird. Ist dieses entstanden, so beginnt ein kräftiges Wachstum.

## Hybriden und Verwendung

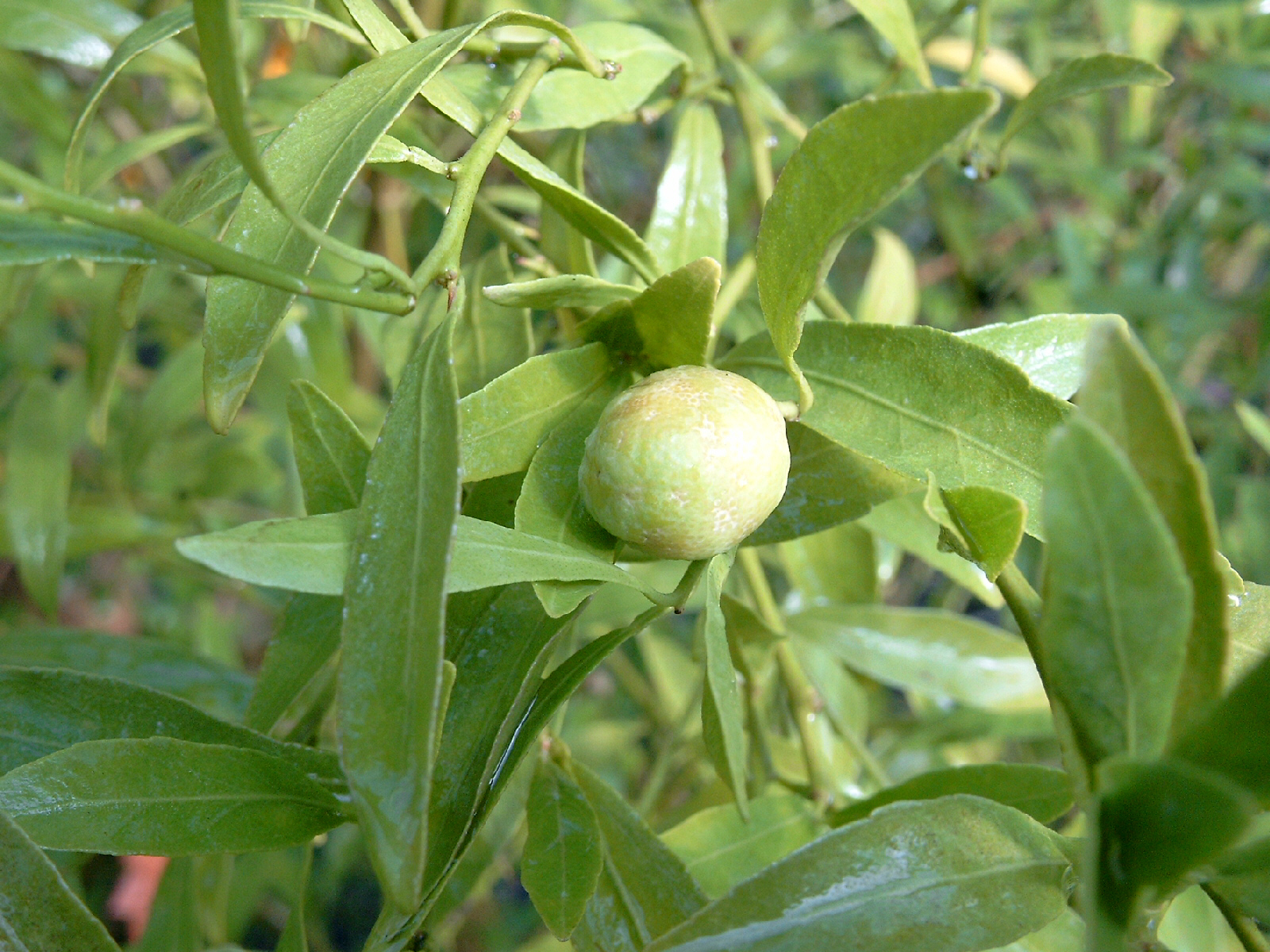
Eremolemon

Mit der Australischen Wüstenlimette, die zygote Samen bildet, sind zahlreiche Hybriden entstanden, in der Hoffnung, frosthärtere, frühreifende Sorten, oder auch frosthärtere, salztolerante Veredelungsunterlagen zu bekommen.
Bekannte Hybriden sind unter anderem:
- Eremolemon (Eremocitrus glauca × Citrus × limon 'Meyer') - Frucht mit 1,5 bis 2 Zentimeter im Durchmesser, fahlgrün mit sehr dünner Schale, hocharomatisch. Die Saftbläschen sind kugelig wie bei Microcitrus, nicht gestreckt. Etwas größer und schnellwüchsiger.[2]

- Citrangeremo – (E. glauca × Citrange)
- Eremorange – (E. glauca × Orange)[6][9]
- Eremoradia – (E. glauca × Citrus x aurantium)[10]

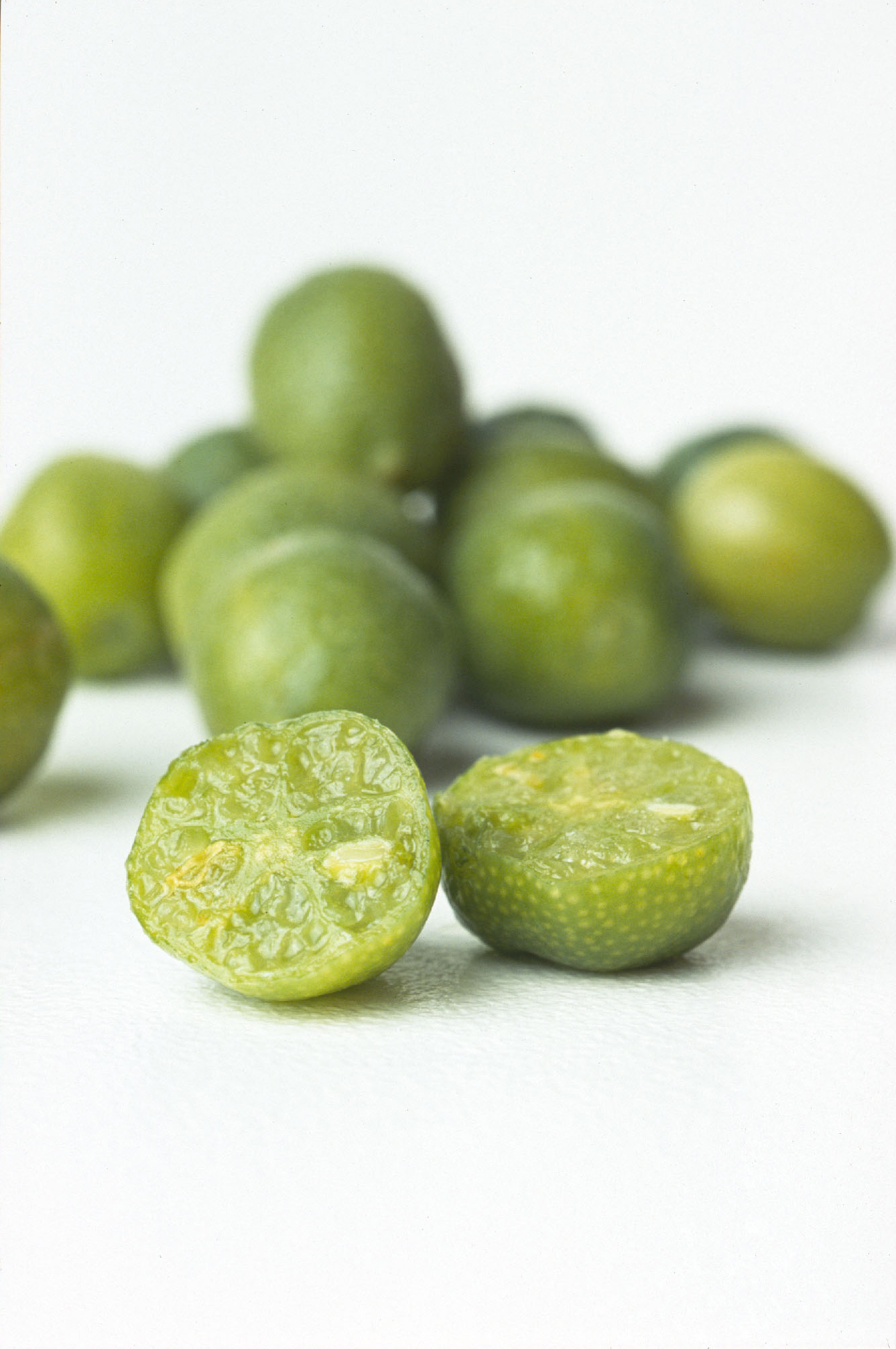
Australian Outback Lime

Ursprünglich wurde die Frucht ausschließlich wild geerntet, wobei die jährliche Erntemenge weniger als 15 Tonnen betrug. 1990 züchtete Steve Sykes im Auftrag der australischen Behörde CSIRO die Sorte `Australian Outback Lime´, welche einen kommerziellen Anbau in Plantagen ab 2001 ermöglichte. 2011 überschritt die Ernte im Plantagenanbau die zehn Tonnen pro Jahr. Neben relativ großen Früchten mit dünner Schale der Früchte zeichnen sich die Pflanzen durch einen sehr aufrechten und kompakten Wuchs aus (zwei bis vier Meter Höhe und etwa zwei Meter Durchmesser). Zudem bilden die Sträucher fast keine Dornen aus. Die geernteten Früchte werden vor allem zu Säften und Marmeladen verarbeitet, aber auch in Restaurants als für Australien typisches bush food angeboten.
Seltener findet die Frucht Anwendung in verschiedener Kosmetika wie beispielsweise Handcreme.
Die Gattung dient für verschiedene Citrusarten als beliebte Veredelungsunterlage, was vor allem an ihrem ausgedehnten Wurzelsystem und der hohen Salzverträglichkeit liegt.

## Trivia
2019 gab die australische Post eine achtteilige Serie von 1$-Briefmarken mit wilden Citrus-Arten Australiens heraus, auf einer deren die Illustration der australischen Wüstenlimette verwirklicht ist.